# Giải bóng đá hạng ba quốc gia Cộng hòa Síp 1980–81
Giải bóng đá hạng ba quốc gia Cộng hòa Síp 1980–81 là mùa giải thứ 10 của giải bóng đá hạng ba Cộng hòa Síp. Kentro Neotitas Maroniton giành danh hiệu đầu tiên.

## Thể thức thi đấu
Có 13 đội bóng tham gia Giải bóng đá hạng ba quốc gia Cộng hòa Síp 1980–81. Tất cả các đội thi đấu với nhau hai lần, một ở sân nhà và một ở sân khách. Đội bóng nhiều điểm nhất vào cuối mùa giải sẽ là đội vô địch. Hai đội đầu bảng sẽ lên chơi ở Giải bóng đá hạng nhì quốc gia Cộng hòa Síp 1981–82. Đội cuối bảng xuống chơi ở các giải khu vực.

### Hệ thống điểm
Các đội bóng nhận được 2 điểm cho một trận thắng, 1 điểm cho một trận hòa và 0 điểm cho một trận thua.

## Bảng xếp hạng
| Vị thứ | Đội bóng                  | St. | T. | H. | B. | BT. | BB. | BT. | Đ  | Ghi chú                                                                 |
| ------ | ------------------------- | --- | -- | -- | -- | --- | --- | --- | -- | ----------------------------------------------------------------------- |
| 1      | Kentro Neotitas Maroniton | 24  |    |    |    |     |     |     | 40 | Vô địch-Thăng hạng Giải bóng đá hạng nhì quốc gia Cộng hòa Síp 1981–82. |
| 2      | Apollon Lympion           | 24  |    |    |    |     |     |     | 39 | Thăng hạng Giải bóng đá hạng nhì quốc gia Cộng hòa Síp 1981–82.         |
| 3      | ENTHOI Lakatamia FC       | 24  |    |    |    |     |     |     | 38 |                                                                         |
| 4      | Digenis Akritas Ipsona    | 24  |    |    |    |     |     |     | 32 |                                                                         |
| 5      | Doxa Katokopias FC        | 24  |    |    |    |     |     |     | 23 |                                                                         |
| 6      | Vị thứeidon Larnacas      | 24  |    |    |    |     |     |     | 22 |                                                                         |
| 7      | Anagennisi Deryneia FC    | 24  |    |    |    |     |     |     | 22 |                                                                         |
| 8      | ASIL Lysi                 | 24  |    |    |    |     |     |     | 21 |                                                                         |
| 9      | Ethnikos Assia FC         | 24  |    |    |    |     |     |     | 19 |                                                                         |
| 10     | Olimpiada Neapolis FC     | 24  |    |    |    |     |     |     | 17 |                                                                         |
| 11     | ENAD Ayiou Dometiou FC    | 24  |    |    |    |     |     |     | 17 |                                                                         |
| 12     | AEK Kythreas              | 24  |    |    |    |     |     |     | 17 |                                                                         |
| 13     | Faros Acropoleos          | 24  |    |    |    |     |     |     | 5  | Xuống hạng các giải khu vực.                                            |

Hệ thống điểm: Thắng=2 điểm, Hòa=1 điểm, Thua=0 điểm
Luật xếp hạng: 1) Điểm, 2) Hiệu số, 3) Bàn thắng